# Herbert C. Kelman
Herbert Chanoch Kelman (* 18. März 1927 in Wien; † 1. März 2022 in Cambridge, Massachusetts) war ein austro-amerikanischer Sozialpsychologe und Konfliktforscher. Er war Professor für Sozialethik am Department of Psychology der Harvard University.

## Leben und Werk
Kelman, Sohn jüdischer Eltern, musste nach dem Machtantritt der Nationalsozialisten und dem „Anschluss“ Österreichs als Zwölfjähriger seine Heimat verlassen. Seine Eltern emigrierten mit ihm 1939 zuerst nach Antwerpen (Belgien), 1940 dann weiter in die USA. In New York studierte er nach Beendigung seiner sekundären Ausbildung 1943 bis 1947 am Brooklyn College und am Seminary College of Jewish Studies (heute Albert A. List College of Jewish Studies), anschließend Psychologie an der Yale University sowie an der University of Michigan. Sein Studienschwerpunkt war die Sozialpsychologie. 1951 promovierte er. Über diese Studien hinaus absolvierte er Ausbildungen in Psychotherapie und Psychoanalyse.
1947–1951 war Kelman Forschungsassistent am Psychology Department der Yale University, anschließend an der Johns Hopkins University. 1962 wurde er als Professor für Psychologie an die University of Michigan berufen, 1968 als Professor für Sozialethik an das Department of Psychology der Harvard University – eine Position, in der er ab 2004 emeritiert war. Daneben wurde er auf zahlreiche Gastprofessuren in den USA, in Europa (darunter 1994 an die Wirtschaftsuniversität Wien und wiederholt an das Austrian Institute for International Affairs) und im Nahen Osten berufen.
Kelman hat sich in der sozialpsychologischen Forschung für eine Methodik eingesetzt, die den Menschen nicht nur als Forschungs„objekt“ sieht und behandelt. Daraus ging unter anderem sein Vorschlag hervor, das Rollenspiel als Methode in der psychologischen experimentellen Forschung einzusetzen und weiterzuentwickeln. International hat sich Kelman als Sozialpsychologe vor allem auf dem Gebiet der Konfliktforschung einen Namen gemacht; dafür wurde er mehrfach geehrt.
Kelman starb am 1. März 2022 im Alter von 94 Jahren.

## Ehrungen
- 1956: Socio-Psychological Prize of the American Association for the Advancement of Science
- 1973: Kurt Lewin Memorial Award
- 1981: American Psychological Association’s Award for Distinguished Contributions to Psychology in the Public Interest
- 1997: Grawemeyer Award for Ideas Improving World Order
- 1998: Österreichs Ehrenkreuz I. Klasse für Wissenschaft und Kunst[3]
- 2012: Ehrenmedaille der Bundeshauptstadt Wien in Gold
- Träger mehrerer Ehrendoktorate, u. a. von Universitäten der USA und Spaniens
- Nach Kelman ist auch das Herbert C. Kelman Institute for Interactive Conflict Transformation in Wien benannt

## Schriften
- International behaviour: A social-psychological analysis. New York, NY 1965.
- Human use of human subjects, Psychological Bulletin, 67, 1967.
- A time to speak: On human values and social research, San Francisco, Calif. 1968.
- (mit R. S. Ezekiel) Crossnational encounters: The personal impact of an exchange program for broadcasters, San Francisco, Calif. 1970.
- (mit G. Bermant und D. P. Warwick) The ethics of social intervention, Washington, DC 1978.
- (mit V. L. Hamilton) Crimes of obedience: Toward a social psychology of authority and responsibility, New Haven, Conn. 1989.